# Nemzeti kör
A Nemzeti kör főként értelmiségiekből alakult asztaltársaság, mely 1837-ben jött létre, s céljuk elsősorban az irodalom és a művészet támogatása. 1844-ben már 254 tagjuk volt, mely 1846-ban 800-ra nőtt, s jelentős politikai szerepre tett szert. 1847-ben a belőle korábban kiváltakból létrehozott Pesti Körrel egyesülve megalakult az Ellenzéki Kör, ahol 1848-ban a Tizenkét pont készült.

## Kezdetek
Rökk István egyik írásában arról mesél, hogyan jött létre a nemzeti Kör. Egy nap egy tanyán ülve gondolkodtak Vörösmartyval Antal Mihállyal, hogy nekik valami hasznosat kellene tenniük a világért. Így létrehozták a társaságot. Elnökéül Vörösmarty-t választották, a pénztárnok Antal Mihály lett és a jegyző Várady. Később csináltattak egy pecsétet melyen egy géniusz szerepelt jobbján egy búzakalászcsomóval, a magyar címerrel és egy körülírással: "Egyesült, hogy egyesítsen a nemzeti Kör." Később Fáj András lett a kör elnöke és Fényes Elek lett a kör másodelnöke. Itt lépett fel először Kronperger, a „kör papja” megtörhetetlen humorával, az után Irinyi János, a nagy vegyész, aki feltalálta a gyufát.
1837-1843-ban Bajza József, Toldy Ferenc és Vörösmarty Mihály szerkesztette az Athenaeumot. 1842-től a Nemzeti Kör elnöke, 1847-től az Ellenzéki Kör alelnöke lett.

## Petőfi munkássága a Nemzeti Körnél
1844 februárjában Petőfi felkereste Vörösmarty Mihályt, az ő ajánlására a Nemzeti Kör vállalta verseinek kiadását. Az igazság az, hogy 1844 tavaszán még Erdélyi János sem akarta támogatni Vörösmarty Petőfit pártoló javaslatát, mondván, hogy a Nemzeti Kör „nem versírók kisdedóvodája”. A hír még a kivételes tehetségek előtt sem jár oly gyors lábon, hogy néhány vers elháríthatná a költő kibontakozását késleltető akadályokat. Hatvany idézi azokat a dokumentumokat, amelyekből kiderül, hogy Vörösmartynak az új értelmiség akkor még leghaladóbb szervezetében, a Nemzeti Körben is küzdenie kellett Petőfiért, – s ez mutatja meg igazán, hogy milyen döntő volt ennek a nagy költőnek és nagy embernek beavatkozása Petőfi életébe.

## Vahot aggodalmai Petőfivel szemben
Amikor tehát Vörösmarty ajánlatára szerződteti Petőfit, nem egy országos hírű tehetséget „fog be magának” házi költőül és szerkesztői segédnek. Ez a felfogás, amellyel, különösen mostanában, oly sokszor találkozunk, félévvel visszavetíti az 1844 végi, 1845 eleji Petőfi-képet – s ez esetben még egy félév is sokat számít. Nem szabad azt hinnünk, hogy már 1844 tavaszán tisztában volt Petőfi rendkívüli képességeivel. Bármilyen fukar volt, nem sajnálta volna azt a pár forintot, amelyet Petőfi verseinek kiadására kellett volna kölcsönöznie – ha tudja, hogy milyen „biztos üzletbe” fekteti pénzét, ha tudja, hogy ezzel még közelebb kerülhet a holnap legnagyobb költőjéhez. Vahot ezt nem tudta, mint ahogy a nála önzetlenebb Birányi Ákos még később se fogja tudni, s a legkegyetlenebb támadások éppen az ő pozsonyi lapjából fognak elhangzani Petőfi ellen, s mint ahogy Sárosy és még sokan mások évekig ellenkezni fognak Petőfi dicsőségével.
Vahot elhatározásában tehát nem szabad döntő motívumnak tartani, hogy már ekkor felismerte és magához akarta kötni Petőfi tehetségét.
Remélte, hogy a Vörösmarty s a Nemzeti Kör által támogatott s ezáltal „reklámozott” költő, mint költő is hasznos lesz lapjának, de ezenkívül az a szándék is vezette, hogy szívesen engedett olyan nagy emberek mint Vörösmarty, Bajza, Nagy Ignác véleményének, s végül azt is tudta, hogy egy ilyen ágrólszakadt nyomorgó fiatalembert olcsón lehet megvenni. Ezzel szemben az is világos, hogy bizalmatlan volt Petőfi iránt, kételkedett abban, hogy ez a rendszeres munkát nem tapasztalt s a szerkesztőségi dolgokban teljesen járatlan ember, aki ráadásul híre saját versei tanúsága szerint kocsmázó duhaj, megállja-e majd a helyét a szerkesztő-segédi munkában. Vahotnak nemcsak, sőt ekkor még nem is elsősorban a költő kellett, hanem egy segéd, aki elvégzi mindazokat a munkákat, amelyeket, mint később még látni fogjuk, magához méltatlannak tartott. Emlékirataiban úgy tünteti fel, mintha ezeket az aggályokat csupán néhány barátja igyekezett volna felkelteni benne, de ő tudta mivel tartozik „az ügynek” – ez azonban utólagos szépítése.
Később Ellenzéki kör lett a neve, majd újra Nemzeti Kör.

## Napjainkban
Manapság a Nemzeti kör politikai jellegű társaság, mely bírálja és támogatja a köztársaság alakulását. Tagjai:
- Dobos László, Magyarok Világszövetségének volt alelnöke, író
- Prof. dr. Erdődy Gábor, történész, egyetemi tanár
- Dr. Jávor Béla, ügyvéd, író
- Prof. dr. Kádár Béla, akadémikus, egyetemi tanár
- Prof. dr. Klinghammer István, akadémikus, egyetemi tanár
- D. rer. pol. O’sváth György, az Európai Kutató- és Dokumentációs Központ elnöke, nagykövet
- Dr. Réti László, a Budapesti Ügyvédi Kamara elnöke, ügyvéd
- Prof. dr. Sótonyi Péter, akadémikus, egyetemi tanár
- Prof. dr. Solymosi Frigyes, akadémikus, egyetemi tanár
- Prof. dr. Szakály Sándor, történész, egyetemi tanár
- Prof. dr. Tringer László, egyetemi tanár